# Pancalia schwarzella
Pancalia schwarzella — вид лускокрилих комах родини розкішних вузькокрилих молей (Cosmopterigidae).

## Поширення
Вид поширений майже у всій Європі (крім південного сходу), у горських районах Середньої Азії, Сибіру та Забайкалля до Камчатського півострова. Присутній у фауні України.

## Опис
Розмах крил 11-16 мм. Передні крила бронзово-коричневого забарвлення з п'ятьма білими плямами. Задні крила без плям.

## Спосіб життя
Метелики літають у квітні-липні. Личинки живляться листям фіялок Viola canina та Viola hirta.